# Deir el-Ballas
Deir el-Ballas je arheološko najdišče na zahodnem bregu Nila v severnem Gornjem Egiptu v bližini sodobne vasi Deir el-Gharbi.
Na najdišču, ki se nahaja severno od Teb pred starodavnim Gebtujem, so ostanki trdnjave, ki jo je zgradil Sekenenre Tao II., da bi postala njegov sedež v vojni proti zavojevalcem Hiksom in napad na okupirani mesti  Memfis in Hut-varet (Avaris).  V trdnjavo je preselil tudi svojo družino in dvor, da bi bila varna med prihodnjimi bitkami. Naselje je bilo dobro zaščiteno in zavarovano s trdnjavo na bližnjem hribu nad dolino Nila. 
Med ostanki velikega obzidja so arheologi odkrili kraljevo rezidenco, državne urade in več dvorišč s stebri. Nekatere zgradbe so bile namenjene regionalni upravi, druge pa so služile kot kašče. V eni od zgradb so bili domovi delavcev in uslužbencev. 
Palača Deir el-Ballas se je uporabljala do konca Sedemnajste dinastije, potem pa je bila zaradi ponovne združitve Egipta opuščena. Faraonov dvor se je vrnil v Tebe.

## Sklic
1. ↑  Toby Wilkinson. L'antico Egitto.  str. 195.